# Philautus ingeri
Philautus ingeri är en groddjursart som beskrevs av Dring 1987. Philautus ingeri ingår i släktet Philautus och familjen trädgrodor. IUCN kategoriserar arten globalt som sårbar. Inga underarter finns listade i Catalogue of Life.